# The Event
The Event är en amerikansk TV-serie från 2010. Serien följer Sean Walker, spelad av Jason Ritter, vars flickvän blir kidnappad. När han söker efter ledtrådar runt kidnappningen, så snubblar han på en hemlighet, den största nedtystningen i världshistorien. The Event sändes på måndagar på NBC, i Sverige sändes från början programmet med sex dagars fördröjning på SVT men sedan 2011 med nio dagars fördröjning. NBC avslutade serien den 13 maj 2011, men producenterna har sedan dess försökt hitta någon ny leverantör som vill sända en fortsättning.

## Resumé
Intrigen kretsar kring en grupp utomjordingar, bland vilka några har hållits inspärrade av USA:s försvarsdepartement under 66 år, sedan deras rymdfarkost kraschade i Alaska. Andra som kom undan har i hemlighet assimilerat sig bland allmänheten.

## Skådespelare
- Jason Ritter - Sean Walker
- Sarah Roemer - Leila Buchanan
- Laura Innes - Sophia Maguire
- Ian Anthony Dale - Simon Lee, CIA-agent
- Scott Patterson - Michael Buchanan
- Clifton Collins Jr. - Thomas
- Taylor Cole - Vicky Roberts
- Lisa Vidal - Christina Martinez, USA:s första dam
- Bill Smitrovich - Raymond Jarvis, USA:s vicepresident
- Željko Ivanek - Blake Sterling, Director of National Intelligence
- Blair Underwood - Elias Martinez, USA:s president